# Bac u kry
Bac u kry (срп. Ујка, готово је) је албански слоган који је коришћен током  самопроглашења независности Косова од Србије у фебруару 2008. године.
Слоган је коришћен и на мајицама, оловкама и постерима. Творци ове фразе кажу да ово симболизује независност о којој су многи етнички Албанци сањали од завршетка рата на Косову 1999. године.
Слоган често прати лице Адема Јашарија, етничког албанског команданта током Косовског рата, који је погинуо у акцији.
Слоган су користили многи. Постоје билборди који користе ову фразу. Поред тога, у центру Борорамизи (Палати омладине и спорта) постоји застава са потпуно истим изразом.